# FitMap
FitMap（フィットマップ）は、フィットネスの総合情報サイト。
全国のエリアごとにおすすめのジム・スポーツクラブを掲載するウェブサイトとして、2020年6月サービス開始。ジムだけではなく、パーソナルジムやヨガ施設などフィットネス関連の記事も全国のエリアごとに記事が存在する。株式会社FiiTが運営している。

## 概要
株式会社FiiT（本社：東京都台東区／代表取締役：谷田大河）が2020年6月にサービスを開始したフィットネスの総合ポータルサイト。「あなたにピッタリのジムを」というコンセプトの元、ジムユーザー様のジム探しのお役に立つサイト作りをしている。またジム以外にもやパーソナルジム・ヨガ・ホットヨガ・暗闇フィットネス・スポーツスクール（ゴルフ/サッカー/テニス）の特集も行っている。話題のフィットネスニュースやダイエットに役立つフィットネスコラムの配信もある。

### FitMapのMVV
MISSION
- ジムの経営課題を解決するパートナーとして、頼られる存在No.1となる

VISION
- フィットネス事業者の経営インフラを創る

VALUE
- 顧客も驚くスピード対応
- 顧客の成功に沿う提案しかしない
- あらゆる経営課題に対応できる自社研鑽

## 株式会社FiiT
株式会社FiiTでは「フィットネスITソリューションのリーディングカンパニー」をビジョンにフィットネス×IT分野で事業を展開。FitMapの運営だけでなく、ジム特化のHP制作や広告運用代行、集客の総合コンサルティング、不動産業、内装業など幅広く事業を展開している。